# Butterfly Kiss
「Butterfly Kiss」（バタフライ・キッス）は、日本のシンガーソングライター、米倉千尋の楽曲で、16枚目のシングルである。2001年10月31日に発売された。
前作から約3ヶ月ぶりのリリースで、初回仕様はタイアップ先のアニメの巻き帯ステッカー仕様になっている。

## 収録曲
- 全作詞：米倉千尋　編曲：aqua.t

1. Butterfly Kiss (4:20) [1]
  - 作曲：鵜島仁文
  - TBS系アニメ『RAVE』前期オープニングテーマ（第1話 - 第25話）。なお第25話では挿入歌としても使用された。そのほか、同アニメのパチンコ版である『CR RAVE エンドレスバトル』では、挿入歌として使用されている[3]。
  - オリコンが2008年に調査した「『キスの歌』カラオケランキング」では、この曲が24位にランクインした（カラオケDAMシリーズ全機種の歌唱回数を集計したもの）[4]。
  - 2013年に、『RAVE』同様に真島ヒロ作の『FAIRY TAIL』の、『RAVE』とのコラボレーション漫画『FAIRY TAIL×RAVE』[5]のOADで、挿入歌として使用された[6]。
2. 琥珀の揺りかご (4:41) [1]
  - 作曲：米倉千尋
  - TBS系アニメ『RAVE』前期エンディングテーマ（第1話 - 第25話）。
3. Butterfly Kiss（instrumental） (4:21) [1]
4. 琥珀の揺りかご（instrumental） (4:40) [1]

## 収録アルバム
オリジナル
- 『jam』 (#1,2)

ベスト
- 『BEST OF CHIHIROX』 (#1,2)

サウンドトラック
- 『RAVE THE SONG & STORY』 (#1,2)